# نديم ثابت
نديم ثابت (10 أكتوبر 1984 طرابلس ليبيا - ) هو لاعب كرة قدم ليبي، يلعب كحارس مرمى.

## روابط خارجية
- نديم ثابت على موقع قاعدة بيانات كرة القدم.إي يو (الإنجليزية)